# Huta, Kostopil
Huta (în ucraineană Гута) este o comună în raionul Kostopil, regiunea Rivne, Ucraina, formată numai din satul de reședință.

## Demografie
Componența lingvistică a comunei Huta
     Ucraineană (99,06%)
     Alte limbi (0,94%)
Conform recensământului din 2001, majoritatea populației comunei Huta era vorbitoare de ucraineană (99,06%), existând în minoritate și vorbitori de alte limbi.